# Liste der denkmalgeschützten Objekte in Göttlesbrunn-Arbesthal
Die Liste der denkmalgeschützten Objekte in Göttlesbrunn-Arbesthal enthält die 14 denkmalgeschützten, unbeweglichen Objekte der Gemeinde Göttlesbrunn-Arbesthal.

## Denkmäler
| Foto |                 | Denkmal                                                                     | Standort                                                       | Beschreibung | Metadaten |
| ---- | --------------- | --------------------------------------------------------------------------- | -------------------------------------------------------------- | --- | --- |
| ja   | Datei hochladen | Kath. Pfarrkirche hl. Johannes der Täufer HERIS-ID: 14888 Objekt-ID: 11126  | gegenüber Kirchensiedlung 3 Standort KG: Arbesthal             | Die im Süden des Ortes leicht erhöht gelegene Pfarrkirche ist von einem Friedhof und der Kirchhofmauer umgeben. Der älteste Teil ist der romanische Chorquadratsaal aus der 1. Hälfte des 13. Jahrhunderts. Das gotische Langhaus entstand wohl im 14. Jahrhundert. Mitte des 17. Jahrhunderts erfolgte eine Barockisierung; der gotische Turm über dem Chorquadrat wurde erhöht. Der Hochaltar stammt von 1713, die beiden Seitenaltäre aus dem späten 18. Jahrhundert. | BDA-Hist.: Q24040729 Status: § 2a Stand der BDA-Liste: 2025-06-30 Name: Kath. Pfarrkirche hl. Johannes der Täufer GstNr.: .50 Arbesthal Pfarrkirche Johannes der Taeufer |
| ja   | Datei hochladen | Karner, sog. Totenhaus HERIS-ID: 14889 Objekt-ID: 11127                     | gegenüber Kirchensiedlung 3 Standort KG: Arbesthal             | Der ehemalige Karner, jetzt Totenhaus, ist ein im Kern mittelalterlicher rechteckiger Bau über einem gewölbten Beinraum, der 1865 teilweise wiedererrichtet wurde. Die Kirchhofmauer ist in den Bau miteinbezogen, das Bruchsteinmauerwerk teilweise lagig, an der Nord- und Südmauer befinden sich unter monolithischen Bogensteinen sekundär versetzte Rundbogenfenster. | BDA-Hist.: Q37767034 Status: § 2a Stand der BDA-Liste: 2025-06-30 Name: Karner, sog. Totenhaus GstNr.: 53 Arbesthal Pfarrkirche Johannes der Taeufer                     |
| ja   | Datei hochladen | Friedhof, ehem. Burganlage HERIS-ID: 14890 Objekt-ID: 11128                 | gegenüber Kirchensiedlung 3 Standort KG: Arbesthal             | Die Kirche ist von einem Friedhof umgeben. Die Kirchhofmauer ist die ehemalige Ringmauer einer Burganlage und ist im Kern mittelalterlich. Sie besteht aus Bruchsteinen, im Osten lagerhaftes Mauerwerk mit Opus-spicatum-Einschüben aus der 1. Hälfte des 13. Jahrhunderts. Im 16. Jahrhundert wurde die Mauer teilweise wieder hergestellt, aber 1860 bis auf eine Höhe von 1 bis 1½ Meter abgetragen. Der Kirchhof war ursprünglich im Osten und Westen von Gräben umgeben, die jüngst zugeschüttet wurden. Reste des ehemaligen Portals im Osten mit Prellsteinen sind erhalten, auf einem Gewändestein ist die Bezeichnung 1571 eingeritzt. | BDA-Hist.: Q37767042 Status: § 2a Stand der BDA-Liste: 2025-06-30 Name: Friedhof, ehem. Burganlage GstNr.: 53 Arbesthal Pfarrkirche Johannes der Taeufer                 |
| ja   | Datei hochladen | Römische Villa Seeschlachten HERIS-ID: 16109 Objekt-ID: 12364               | Seeschlachten Standort KG: Arbesthal                           | | BDA-Hist.: Q37807845 Status: Bescheid Stand der BDA-Liste: 2025-06-30 Name: Römische Villa Seeschlachten GstNr.: 1757, 1758, 1759, 1760                                  |
| ja   | Datei hochladen | Gruftkapelle HERIS-ID: 14885 Objekt-ID: 11123                               | Abt-Bruno-Heinrich-Platz 1, östlich Standort KG: Göttlesbrunn  | Die barocke ehemalige Gruftkapelle südöstlich der Kirche wurde 1627 erstmals urkundlich erwähnt. Ihr Portal weist ein reiches barockes Schmiedeeisengitter auf. | BDA-Hist.: Q37766980 Status: § 2a Stand der BDA-Liste: 2025-06-30 Name: Gruftkapelle GstNr.: 48                                                                          |
| ja   | Datei hochladen | Pest-/Dreifaltigkeitssäule HERIS-ID: 14893 Objekt-ID: 11131                 | gegenüber Abt-Bruno-Heinrich-Platz 1 Standort KG: Göttlesbrunn | Die Dreifaltigkeitssäule nahe der Pfarrkirche ist mit 1725 bezeichnet. | BDA-Hist.: Q37767071 Status: § 2a Stand der BDA-Liste: 2025-06-30 Name: Pest-/Dreifaltigkeitssäule GstNr.: 2907/18                                                       |
| ja   | Datei hochladen | Kriegerdenkmal HERIS-ID: 14891 Objekt-ID: 11129                             | Abt-Bruno-Heinrich-Platz 1, östlich Standort KG: Göttlesbrunn  | Das Kriegerdenkmal bei der Kirche zeigt eine lebensgroße Statuengruppe mit Soldaten und einer knienden Mutter mit Kind auf einem dreiseitigen Sockel. Das Kriegerdenkmal wurde um 1920 errichtet und nach 1945 erweitert. | BDA-Hist.: Q37767056 Status: § 2a Stand der BDA-Liste: 2025-06-30 Name: Kriegerdenkmal GstNr.: 48                                                                        |
| ja   | Datei hochladen | Wohnhaus, ehem. Schule HERIS-ID: 14894 Objekt-ID: 11132                     | Abt-Bruno-Heinrich-Platz 1 Standort KG: Göttlesbrunn           | Die ehemalige Volksschule wurde 1877 erbaut und 1903 sowie 1908 adaptiert. Der zweigeschoßige historistische Bau zeigt einen Portalrisalit, der durch die Pilastergliederung hervorgehoben wird, Kordon- und Traufgesims, darüber Walmdach. | BDA-Hist.: Q37767081 Status: § 2a Stand der BDA-Liste: 2025-06-30 Name: Wohnhaus, ehem. Schule GstNr.: 50                                                                |
| ja   | Datei hochladen | Kath. Pfarrkirche hll. Philipp und Jakob HERIS-ID: 14892 Objekt-ID: 11130   | bei Abt-Bruno-Heinrich-Platz 1 Standort KG: Göttlesbrunn       | Die Pfarrkirche am Ostende des Ortes weist einen kreuzförmigen Grundriss auf. Das schlichte Langhaus geht in die Zeit der Romanik zurück. Vor dem rundbogigen Südportal aus dem 13. Jahrhundert wurde in der 1. Hälfte des 18. Jahrhunderts ein barocker Portalvorbau errichtet. Der ursprünglich wohl ebenfalls romanische Turm wurde nach Bränden 1753 und 1826 verändert. | BDA-Hist.: Q23437211 Status: § 2a Stand der BDA-Liste: 2025-06-30 Name: Kath. Pfarrkirche hll. Philipp und Jakob GstNr.: 48 Pfarrkirche Göttlesbrunn                     |
| ja   | Datei hochladen | Epitaphkartusche Pfarrer Matthias Stembler HERIS-ID: 14884 Objekt-ID: 11122 | Abt-Bruno-Heinrich-Platz 1, östlich Standort KG: Göttlesbrunn  | | BDA-Hist.: Q37766957 Status: § 2a Stand der BDA-Liste: 2025-06-30 Name: Epitaphkartusche Pfarrer Matthias Stembler GstNr.: 48                                            |
| ja   | Datei hochladen | Figurenbildstock HERIS-ID: 5225 Objekt-ID: 1087                             | bei Christophorusweg 2 Standort KG: Göttlesbrunn               | Die Statue des heiligen Christophorus auf einem hohen Pfeiler stammt aus dem 19. Jahrhundert. | BDA-Hist.: Q37762679 Status: § 2a Stand der BDA-Liste: 2025-06-30 Name: Figurenbildstock GstNr.: 497/6                                                                   |
| ja   | Datei hochladen | Figurenbildstock Frauensäule HERIS-ID: 14895 Objekt-ID: 11133               | bei Dorfplatz 1 Standort KG: Göttlesbrunn                      | Die Frauensäule auf dem Hauptplatz wurde 1736 errichtet. Die korinthische Säule mit einer Statue der Immaculata steht auf einem hohen Postament und ist von einer barocken Steineinfassung umgeben. | BDA-Hist.: Q37767098 Status: § 2a Stand der BDA-Liste: 2025-06-30 Name: Figurenbildstock Frauensäule GstNr.: 231                                                         |
| ja   | Datei hochladen | Fundzone Seeschlachten HERIS-ID: 16112 Objekt-ID: 12367                     | Seeschlachten Standort KG: Göttlesbrunn                        | | BDA-Hist.: Q37807886 Status: Bescheid Stand der BDA-Liste: 2025-06-30 Name: Fundzone Seeschlachten GstNr.: 3425/2, 3426, 3427, 3429/1, 3429/2, 3430/1, 3430/2            |
| ja   | Datei hochladen | Dreifaltigkeitssäule HERIS-ID: 14880 Objekt-ID: 11118                       | Weinbergstraße 15 Standort KG: Göttlesbrunn                    | | BDA-Hist.: Q37766913 Status: Bescheid Stand der BDA-Liste: 2025-06-30 Name: Dreifaltigkeitssäule GstNr.: 204/1                                                           |